# Partizanii sovietici

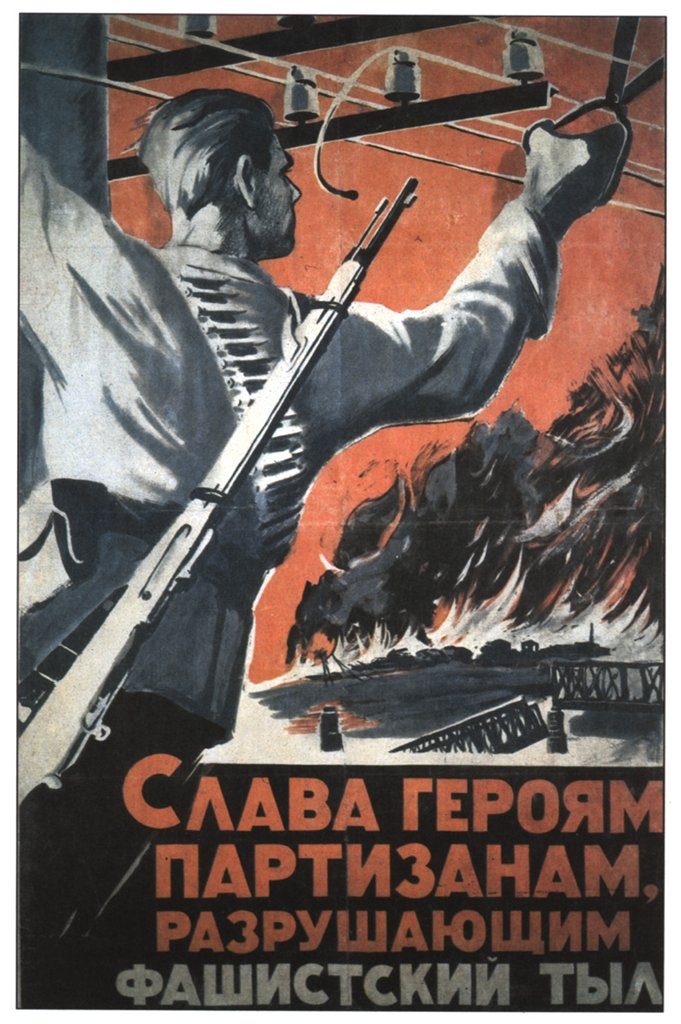
Trăiască partizanii eroici, care au distrus spatele frontului fasciștilor (Afiș sovietic de propagandă)

Partizanii sovietici erau membri ai mișcării de rezistență care au declanșat războiul de gherilă împotriva forțelor Axei care ocupaseră o parte a teritoriului Uniunii Sovietice în timpul celui de-al doilea război mondial. 
Mișcarea era coordonată și controlată de guvernul sovietic și organizată după tiparele Armatei Roșii. Obictivul principal al războiului de gherilă era dezorganizarea spatelui frontului german, fiind vizate în special șoselele, căile ferate și telecomunicațiile. 

## Apariția rezistenței sovietice antigermane
Programul partizanilor a fost stabilit în directivele Sovnarkom-ului URSS și ale CC al PC al URSS de pe 29 iulie 1941 și în alte documente care au urmat. Detașamentele de partizani erau grupuri diversioniste formate în teritoriile ocupate de Axă, care atacau căile de comunicație, mijloacele de telecomunicație, mici subunități și distrugeau stocurile de alimente, combustibil și diferite alte materiale ale inamicului. Aceste directive au fost reiterate de Stalin în discursul său radiodifuzat din 3 august 1941. Adolf Hitler, referindu-se pe 16 august la discursul mai sus-amintit, declară că Stalin a oferit scuza perfectă pentru distrugerea „o orice se opunea germanilor”. Există istorici care consideră că declanșarea războiului de partizani a fost o hotărâre exclusiv militară și politică, care urma să servească intereselor URSS, fără a se lua în calcul starea de spirit a populației din teritoriile ocupate.
Primele detașamente de partizani, formate în special din soldați ai Armatei Roșii și din localnici, comandați de ofițeri ai Armatei Roșii sau de activiști locali de partid, au început să fie organizate încă din primele zile ale războiului: detașamentul Starasielski al maiorului Dorodnih din regiunea Jabinka (23 iunie 1941), detașamentul Vasili Korj în Pinsk (26 iunie 1941) și altele. Primii partizani care au fost decorați cu ordinul Erou al Uniunii Sovietice pe 6 august a fost detașamentul comandanților Pavlovski și Bumajkov. De-a lungul anului 1941, baza socială a mișcării de partizani a fost formată din soldații Armatei Roșii rătăciți de unitățile lor depășite sau distruse în timpul înaintării rapide a germanilor, din soldați ai batalioanelor sovietice de distrugeri și din comuniști și komsomoliști locali. 
Detașamente de partizani, specializate în eliminarea personalului german, acțiuni diversioniste și în organizarea rezistenței au fost infiltrate în teritoriul controlat de germani din vara anului 1941. Grupurile de rezistență urbană erau organizate astfel încât să completeze activităților unităților de partizani, care lucrau cu predilecție în zonele rurale. Rețelele partizanilor au fost dezvoltate neîncetat și au fost sprijinite prin trimiterea de activiști comuniști specializați în activitatea clandestină. La sfârșitul anului 1941, în teritoriile ocupate de germani activau mai mult de 2.000 de detașamente de partizani cu efective de peste 90.000 de luptători.
Activitatea partizanilor nu a fost coordonată și aprovizionată corespunzător până în primăvara anului 1942. Pentru coordonarea operațiunilor partizanilor, a fost organizat Cartierul general al mișcărilor de partizani în mai 1942, în frunte cu Panteleimon Ponomarenko. Cartierul general al partizanilor avea proprii ofițeri de legătură în Statele majore ale fronturilor și armatelor sovietice. Au fost create în scurtă vreme organizații de comandă și coordonare la nivel regional, care se ocupau de mișcările de partizani din fiecare republică sovietică și din regiunile ocupate ale RSFS Ruse.
Dacă la începutul războiului o parte a populație locale din Belarus și Ucraina a sprininit ocupantul german în speranța că greutățile generate de guvernarea lui Stalin vor dispărea, a devenit cloar pentru toată lumea că regimul nazist era cu mult mai brutal. Germanii au transferat largi grupuri de persoane tinere în Reich la muncă forțată, au jefutit, au pedepsit arbitrar pe cei presupuși vinovați de diferite infracțiuni, au incendiat sate întregi și au masacrat țăranii suspectați că sprijină activitatea partizanilor, (Vedeți și: Masacrul de la Hatîn). În aceste condiții nu este de mirare că numeroși localnici s-au alăturat mișcării de rezistență antinazistă, iar restul populației a sprijinit în mod pasiv partizanii. 
După o vreme, specialiștii NKVD, SMERȘ și GRU au început să instruiască grupuri speciale – comandouri ale forțelor speciale – care au fost parașutate în spatele liniilor inamice. Cei recrutați în aceste grupuri erau de obicei voluntari din rândurile armatei regulate, a trupelor ministerului de interne dar și din rândul sportivilor de performanță sovietici. După ce ajungeau în spatele liniilor inamice, aceste grupuri luau legătura cu formațiunile de partizani deja existente în teritoriile ocupate și le reorganizau și instruiau. În fiecare grup, ofițerii specializați în munca de strângere a informațiilor și în telecomunicații ocupau un loc aparte. Unii dintre membrii acestor comandouri au devenit comandanți renumiți ai unităților de partizani, așa cum a fost Dmitri Nicolaevici Medvedev. 

## Regiunile de operații

### Harta activității partizanilor sovietici
Legendă:

- Zonă verde-deschis – teritorii aflate (uneori doar temporar) sub controlul partizanilor.
- Linie verde închis – raiduri ale partizanilor (doar cele mai importante).
- Cerc rușu – alte regiuni de bază ale activităților partizanilor.
- Linie neagră cu hașuri – linii germane de comunicații atacate sistematic și scoase în afara uzului de către partizani.
- Flăcără roșie – locația celor mai importante operațiuni diversioniste ale partizanilor și grupurilor de rezistență urbană.
- Triunghi roșu – locația celor mai importante bătălii ale partizanilor cu mari unități inamice.
- Stea roșie – locația celor mai importante operațiuni militare efectuare în cooperare de partizani și de unități ale Armatei Roșii.]]

### Belarus
Autoritățile sovietice au considerat că Belarusul este un teritoriu de o importanță extremă și au hotărât inițierea și consolidarea mișcării de partizani încă de la începutul războiulu. Cei mai importanți factori în luarea acestei decizii a fost cei de ordin geografic. În republică erau păduri dese și mlaștini și numeroase drumuri strategice străbăteau regiunea dinspre vest spre Moscova. Comuniștii din Belarus au început organizarea unităților de partizani chiar de a doua zi după emiterea primelor directive date de la centru. 
După unele estimări sovietice, în august 1941, luptau deja 231 de detașamente de partizani în spatele liniilor inamice. Până la sfârșitul anului 1941, fuseseră parașutate în sprijinul partizanilor din Belarus peste 437 de comandouri speciale cu peste 7.200 de luptători. Totuși, odată cu înaintarea liniei frontului spre est, condițiile aprovizionării unităților de partizani s-au înrăutățit continuu până în martie 1942. Una dintre cele mai mari greutăți întâmpinate de partizani era lipsa unor legături radio corespunzătoare, situație care nu a fost remediată decât în aprilie 1942. 
La început, sprijinul populației era limit. Astfel, pentru câteva luni, unitățile de partizani din Belarus au fost lăsate să se descurce pe cont propriu. Iarna 1941-1942 a fost o perioadă deosebit de grea pentru partizanii sovietici, care sufereau din cauza lipsei alimentelor, medicamentelor, muniției etc. Acțiunile partizanilor în această perioadă de început au fost în general răzlețe și necoordonate. 
În aceste condiții, acțiunile antigherilă ale germanilor din perioada de vară-toamană 1941 au reușit să diminueze foarte mult activitatea partizanilor. Multe unități de partizani s-au ascuns. De la sfârșitul toamnei 1941 până la începutul anului următor, partizanii au întreprins numai acțiuni sporadice și de mică amploare, fiind preocupați în special de organizare și de recucerirea sprijinului populație și refacerea stocurilor de alimente și muniție. În conformitate cu unele date parțiale, la sfârșitul anului 1941, în Belarus acționau cam 100 de detașamente și 100 grupuri mai mici de partizani. La sfârșitul anului 1941, unitățile de securitate ale Grupului de Armate Centru germa cuprindea 4 divizii de securitate, 2 brigăzi SS și 260 de companii de servicii.
Stoparea înaintării germanilor și victoria sovietică din Bătălia de la Moscova a schimbat starea de spirit a partizanilor și a populației locale. Adevăratul punct de cotitură în dezvoltarea mișcării de partizani din Belarus și din restul Uniunii Sovietice a fost marcat de victoria sovietică în cadrul ofensivei de iarnă a anului 1942. 

#### Poarta Vițebsk și vestul Belarusului
Punctul de cotitură în dezvoltarea mișcării de partizani sovietici a apărut odată cu deschiderea în februarie 1942 a porții Vițebsk – coridorul care lega teritoriile controlate de sovietici și cele controlate de partizani din zona ocupată de germani. Unitățile de partizani au fost incluse în planificarea strategică a armatei sovietice și a fost organizat sprijinul corespunzător din punct de vedere logistic și organizațional. În primăvara anului 1942, partizanii sovietici au reușit să hărțuiască în mod eficient trupele germane și să stânjenească numeroase operațiuni ale naziștilor din zonă. 
Germanii au tratat dur populația locală (cu excepția notală a administrației civile conduse de Wilhelm Kube), au menținut colhozurile în răsăritul teritoriilor ocupate și au restaurat proprietatea privată asupra pământului în vest, au rechiziționat mari cantități de alimente și au recrutat și trimis la muncă forțată în Germania numeroși localnici tineri. Dacă evreii și activiștii de partid aveau motive întemeiate să se simtă mai în siguranță în rândul unităților de partizani, rândurile insurgenților au fost sporite brusc odată cu venirea unui val de foști prizonieri de război sovietici, care fuseseră eliberați și lăsați la vatră în toamna anului 1941, dar care primiseră ordin să se prezinte în lagărele de concentrare în martie 1942.
În primăvara anului 1942, micile detașamente de partizani s-au unit în brigăzi, odată cu creșterea experienței lor în luptă crescând și eficiența atacurilor. Coordonarea mai bună, creșterea numerică a efectivelor, reorganizarea structurilor și îmbunătățirea radicală a aprovizionării au dus la creșterea capacității de luptă a unităților de partizani. Astfel, a crescut numărul raidurilor împotriva căilor ferate, în timpul cărora au fost distruse mii de locomotive și vagoane până la sfârșitul anului.
În 1942, a fost declanșată o campanie de teroare împotriva administrației locale, compusă, conform terminologiei sovietice, din „colaboraționiști și trădători”. Această campanie a dus la o apariția unei pături a populației locale care a început organizarea unităților antipartizani în 1942. În noiembrie 1942, efectivele partizanilor sovietici din Belarus se ridicau la aproximativ 47.000 de oameni.
În ianuarie 1943, din cei 56.000 de partizani, 11.000 luptau în apusul Belarusului. Aceasta însemna o proporție de 3,5 partizani/10.000 de locuitori, sau, dacă se iau în calcul și marile evacuări de populație spre estul Uniunii Sovietice, de 5-6 partizani/10.000 de locuitori. Această situație nu poate fi explicată în exclusivitate prin tratamentul dur aplicat populației locale de către germani, nici de circumstanțele sociale existente în regiune. Există dovezi puternice că această decizie a autorităților centrale sovietice, care s-au abținut să creeze o forță mai puternică a partizanilor sovietici în vestul Belarusului și au permis întărirea mișcării militarea clandestine poloneze să se întărească puternic în această regiune în 1941-1942, s-a dotorat înțelegerilor stabilite cu guvernul polonez în exil al lui Sikorsky. După ruperea relațiilor dintre URSS și guvernul polonez în exil din aprilie 1943, situația s-a schimbat în mod radical.

#### 1943-1944

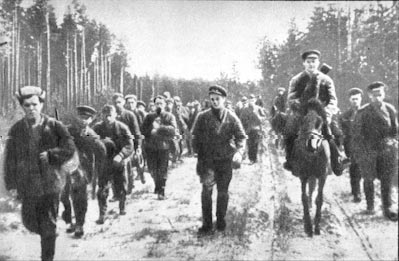
Deplasarea unui detașament de partizani sovietici din Belarus, 1944.

Constituirea forțelor partizanilor din vestul Belarusului a fost ordonată și dusă la îndeplinire în timpul anului 1943. Au fost constituite nouă brigăzi, zece detașamente și cinsprezece grupuri operaționale, formate în principal din partizani transferați din estul în vestul Belarusului. În decembrie 1943, în vestul republicii activau cam 36.000 de partizani. Se estimează că personalul transferat a fost de 10.000 – 12.000 de luptători, restul fiind reprezentat de voluntari localnici. Constituirea unei forțe militare puternice a fost completată de măsurile pentru crearea structurilor clandestine ale partidului comunist și de declanșarea activităților de propagandă.
Victoria sovieticilor în bătălia de la Stalingrad, stoparea campaniei de teroare, (oficial din februarie 1943, de facto din decembrie 1942) și amnistia promisă de autorități pentru colaboraținiștii care se căiau au fost factori importanți care au favorizat creșterea numerică și calitativă a forțelor de partizani în anul 1943. Dezertările din rândul forțelor de poliție controlate de germani, uneori a unor unități întregi, a întărit mult mișcarea de partizani. A fost cazul de exemplu a unui batalion de tătari de pe Volga (februarie 1943) și a Brigăzii I SS „Gil-Rodion” (2.500 de oameni, august 1943), care au trecut in corpore de partea partizanilor. În 1943, cam 7.000 de foști luptători antisovietici au schimbat tabăra și s-au înrolat în rândul partizanilor, iar aproximativ comandanți și specialiști în lupta de gherilă au fost aduși în republică. Localnicii au reprezentat majoritatea noilor recruți în rândul partizanilor. 
În toamna anului 1943, aproximativ 153.000 de partizani belaruși luptau în spatele liniilor germane, pentru ca la sfârșitul anului numărul lor să scadă la 122.000, restul de 30.000 fiind încorporați în rândurile Armatei Roșii, care eliberase o bună parte a teritoriilor de răsărit ale republici. În 1943 – 1944, mișcarea de partizani a fost atât de puternică în Belarus, încât au existat întinse regiuni din teritoriul național ocupat de germani în care insurgenții au restabilit autoritatea sovietică. Au existat chiar și colhozuri ale partizanilor, care produceau alimente necesare luptătorilor antifasciști.
În timpul luptelor pentru eliberarea Belarusului, partizanii au constituit un front separat antigerman. După eliberarea RSS Belarusă, aproximativ 180.000 de partizani au fost încorporați în rândurile Armatei Roșii în 1944. 
În rândurile partizanilor din Belarus, în afară de belaruși, care formau cam 65% din efective, luptau și reprezentanți ai altor 45 de etnii, adică aproximativ 4.000 de oameni. Printre aceștia se aflau 3.000 de polonezi, 400 de cehi, 300 de iugoslavi și alții.

### Ucraina

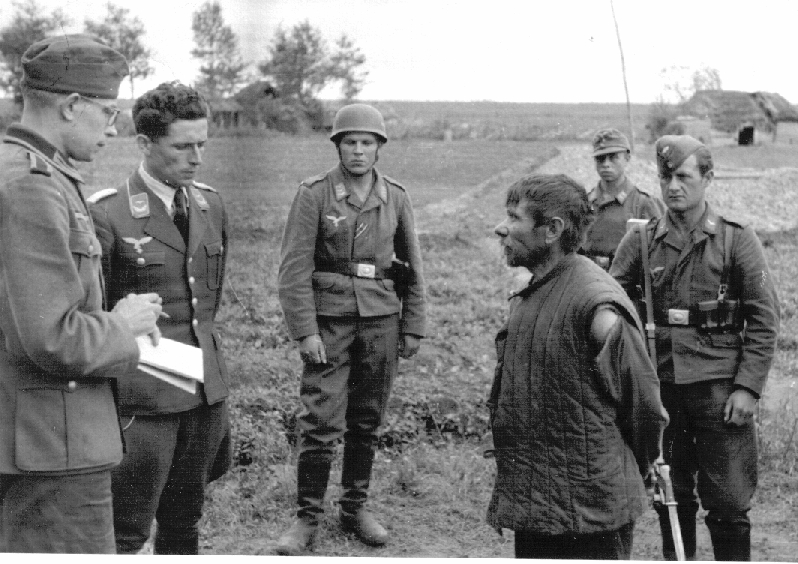
Interogatoriul unui partizan sovietic, Ucraina, 1943

Ucraina a fost alături de Belarus, a fost prima lovită de invazia forțelor Axei din vara anului 1941. Consecințele ocupație germane asupra populației ucrainiene au fost copleșitoare. Naziștii nu au făcut aproape niciun efort pentru a folosi în favoarea lor sentimentele antisovietice ale ucrainienilor, datorate guvernării dure staliniste. În ciuda faptului că, la început, unii dintre ucrainieni au întâmpinat cu entuziasm venirea germanilor, conducerea nazistă a adoptat imediat o poziție dură față de populația locală: au păstrat sistemul fermelor agricole colective (colhozuri), au deportat ucrainienii apți de muncă în Reich pentru muncă forțat și au început aplicarea politicilor antisemite pentru distugerea populației evreiești ucrainiene. În mod normal, în aceste condiții, ucrainienii au ajuns să-i urască pe germani. Cea mai mare parte a ucrianienilor erau total indiferenți față de cauza sovietică sau germană. Doar în anul 1943, când germanii se aflau în retragere pe toată lungimea frontului de răsărit, numărul partizanilor din Ucraina a început să crească semnificativ. Partizanii comunști, aplicând în practică ordinele lui Stalin, au început să oblige civilii ucrainieni să se alăture lor. Satele ai căror locuitori nu se înrolau în trupele de partizani erau supuse represaliilor dure. Pentru ucrainieinii simpli nu existau decât două opțiuni: moartea sau înrolarea într-una dintre tabere.
Primele detașamente de partizani din Ucraina au apărut în regiunile Cernihiv și Sumi. Aceste detașamente, care aveau să devină niște forțe extrem de puternice, au fost formate sub conducerea a doi lideri de partizani care aveau să devină celebri: Mikola Popudrenko și Sidir Kovpak. În acest stadiu, detașamentele de partizani erau controlate și sprijinite de „Cartierul general al mișcării ucrainiene de partizani” din Moscova. Detașamentele de partizani ucrainieni acționau în special în partea de nord-vest a țării, dar și în alte regiuni, iar efectivele lor au ajuns la aproape 150.000 de luptători. În 1944, parizanii conduși Kovpak și Verșigora erau capabili să întreprindă raiduri împotriva forțelor Axei din România, Slovacia sau Polonia. 

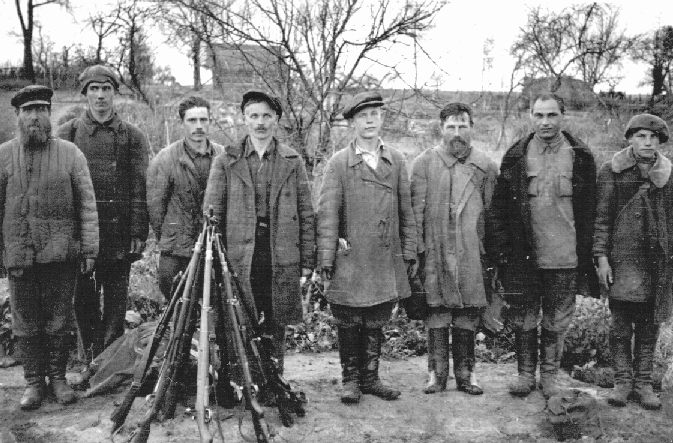
„Vânători de partizani”, 1943

Deși conducătorii comuniști ai mișcarii de partizani s-au arătat intoleranți față de Armata Insurecțională Ucraineană (UPA), uneori comandanții locali au stabilit relații amiabile cu aceste grupuri. În general, fiecare tabără a luptat pentru anihilarea celeilalte. Partizanii sovietici au atacat și ucis familiile ucrainienilor înrolați în Divizia a 14-a galițiană (ucraineană) de grenadieri. 

### Rusia
În regiunea Briansk, partizanii controlau o arie vastă în spatele liniilor germane. În vara anului 1942, ei controlau o regiune de peste 14.000 km2, cu o populație de peste 200.000 de locuitori. Partizanii sovietici aveau efective de pese 60.000 de luptători. Și în alte regiuni rusești – Belgorod, Oriol, Kursk, Pskov și Smolensk – activitățile partizanilor au fost semnificative în perioada de ocupație germană. 
În 1943, Armata Roșie a început să elibereze regiunile apusene ale Rusiei și nord-estice ale Ucrainei. Numeroase detașamente de partizani au primit ordinul să deplaseze în regiunile centrale și vestice ale Ucrainei, care se aflau încă sub ocupația nazistă.

### Statele baltice
Partizanii sovietici au operat și în statele baltice. În Estonia, partizanii au luptat sub conducereaq lui Nocolai Karotamm (un lider comunist al RSS Estoniană). Grupurile care acționau în Estonia erau puțin numeroase, în principal formate din personal parașutat din teritoriile controlate de comuniști. În Letonia, partizanii au fost controlați la început de cartierele generale belaruse sau ruse, pentru ca din ianuarie 1943 să se afle sub comanda directă a cartierului general de la Moscova, sub conducerea directă a lui Arturs Sprongis. Un alt comanadant vestit al partizanilor a fost istoricul Vilis Samsons. Detașamentul lui de 3.000 de oameni a devenit vestită pentru distrugerea a aproximativ 130 de trenuri militare germane. Există însă surse care contestă o asemenea realizare. 
În 1941, mișcarea sovietică de partizani din Lituania a fost inițiată de soldații ai Armatei Roșii rătăciți de unităților lor, ca în cazul mișcării de partizani din Ucraina sau Belarus. Mișcarea de partizani din statele baltice s-a dezvoltat de-a lungul anului 1942, iar în vara acelui an partizanii lituanieni au început să primească ajutoare în materiale, instructori și specialiști din partea guvernului sovietic. Pe 26 noiembrie 1942, a fost creat la Moscova „Comandamentul Mișcării Lituaniene de Partizani” (Lietuvos partizaninio judėjimo štabas), avându-l în frunte pe primul-secretar al Partidului Comunist Lituanian, Antanas Sniečkus, care apucase să fugă la Moscova. Deși din punct de vedere oficial, partizanii lituanieni se aflau sub comanda „Lietuvos partizaninio judėjimo štabas”, specialiștii și instructorii sovietici dădeau raportul direct Comenduirii centrale a mișcării de partizani. Istoricii lituanieni din ziua de azi estimează că aproximativ o jumate dintre partizanii sovietici din Lituania erau foști prizonieri evadați din lagărele germane de prizonieri și din lagărele de concentrare naziste, activiști ai partidului comunist sovietic, soldați ai Armatei Roșii rătăciți de familiile lor, în vreme ce restul erau specialiști parașutați direct de la Moscova. Se estimează că peste 5.000 de oameni au luptat în rețelele clandestine prosovietice din Lituania în timpul războiului. De asemenea, se apreciază că rolul grupurilor clandestine prosovietice din Lituania din cel de-al doilea război mondial a fost neîndemnat.

### Finlanda și Karelia

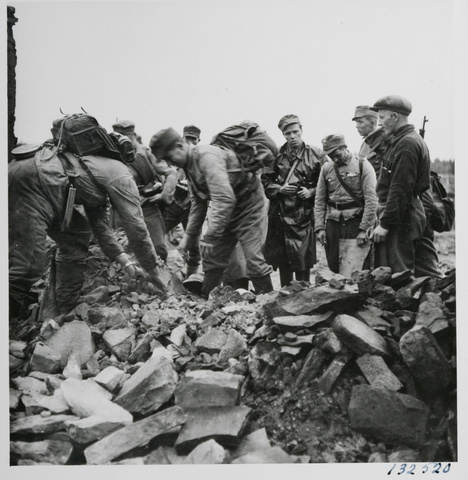
Satul Viiangi după un raid al partizanilor sovietici, iulie 1943

Partizanii sovietici au activat în Finlanda și Karelia în timpul războiului în continuare din 1941 – 1944. La începutul ocupației finlandeze, aproximtiv 24.000 de localnici etnici ruși, adică aproximativ o jumate dintre cei de această etnie, au fost plasați în lagăre de muncă și de internare, iar 4.000 – 7.000 au murit, cei mai mulți datorită foametei din primăvara și vara anului 1942, provocată de nerecoltării culturilor din vara anului precedent. Măsurile luate de autoritățile finlandeze de separare a etnicilor ruși de cei finlandezi în școli și în sisemul sanitar a creat resentimente printre ruși. Astfel de măsuri nu au făcut decât ca localnicii ruși să sprijine acțiunile partizanilor sovietici. 
În total, în regiune au luptat aproximativ 5.000 de partizani. O particularitate a luptei partizanilor din această regiune a fost faptul că unitățile sovietice nu erau formate în teritoriile ocupate, luptătorii fiind originari din toată Uniunea Sovietică, atacând de cele mai multe ori de pe teritoriul sovietic, după ce traversau linia frontului. 
Cea mai mare acțiune a partizanilor din această regiune a fost un eșec, Brigada I de partizani fiind distusă la începutul anului 1942 în lupta din preajma lacului Seesjärvi. Cele mai multe operațiuni ale partizanilor din partea sudică a frontului finlandez au fost executate de grupuri mici de doar câțiva oameni (bărbați și femei), în vreme ce în zona de nord a frontului, împădurită și lipsită de drumuri, acționau grupuri de 40 – 100 de partizani. Partizanii distribuiau ziare de propagandă în limbile finlandeză și rusă. Unul dintre cei mai faimoși partizani sovietici care au acționat în Finlanda și Kareleia a fost Iuri Andropov.
În răsăritul Kareliei, cei mai mulți partizani atacau transporturile de aprovizionare finlandeze, liniile de comunicație, dar de partea finlandeză a frontierei, peste două treimi din atacurile partizanilor sovietici au țintit obiective civile, ceea ce a dus la moartea a 200 de finlandezi, rănirea a altor 50, inclusiv copii și bătrâni. În mai multe cazuri, partizanii au executat toți locuitorii câte unei așezări izolate, fără să lase martori în viață. Astfel, partizanii au atacat o casă izolată la Lämsänkylä, Kuusamo, pe 18 iulie 1943, și au ucis pe toți cei șapte civili găsiți acolo, inclusiv doi copii de șase luni, respecitv trei ani.
Se poate considera că acțiunile partizanilor împotriva finlandezilor au fost ineficiente. Explicațiile acestei ineficiențe pot fi izolarea cartierului general de la Belomorsk, care nu putea menține legătura cu detașamentele de partizani de pe teren, slaba cunoaștere a regiunii de către partizani, ca și calitatea luptătorilor – între 10 și 20% dintre membrii detașamentelor de partizani erau foști pușcăriași eliberați din închisori și trimiși să lupte în spatele liniilor inamice. În plus, partizanii sovietici nu erau pregătiți să lupte în condițiile specifice de teren și climă din Karelia. Patrulele finlandeze antipartizani s-au dovedit foarte eficiente, reușind să anihileze aproximativ două treimi dintre detașamentele trimise de sovietici în spatele frontului inamic. În plus, din zonele cu cea mai intensă activitate a partizanilor, populația civilă de etnie rusă a fost strămutată, o bună parte a acestora au fost internați în lagăre, ceea ce a făcut ca sprijinul primit de partizani de la localnici să fie minim. Nu trebuie neglijat nici faptul că numeroși karelieni nu i-au sprijinit pe partizanii sovietici, mai mult au colaborat neîncetat cu finlandezii. 
Un factor de reușită a luptei finlandezilor împotriva partizanilor din Karelia răsăriteană au fost așa-numitele „patrule cu rază lungă de acțiune” care operau în spatelel liniilor sovietice. Acestea au reușit să distrugă mai multe detașamente de partizani formate pe teritoriul sovietic și depozite ale acestora. Mulți dintre partizanii sovietici nu aveau experiență în lupta din păduri, spre deosebire de finlandezi care se mișcau și luptau într-un mediu familiar. 
Principala activitate a partizanilor care au acționat în Laponia sudică a fost minarea liniei ferate Salla – Alakurtti. Aceste actacuri asupra transporturilor feroviare militare din regiune au provocat cam 20 de victime, în principal din rândurile germanilor. Activitățile partizanilor din Laponia nu a dus la distrugerea totală a niciunei locomotive finlandeze, ci doar la avarierea unora dintre ele

### În afara Uniunii Sovietice
Este de menționat faptul că au existat formațiuni de partizani care s-au autodenumit „sovietice”, care au acționat la mare depărtare de teritoriul URSS. De cele mai multe ori era vorba de foști cetățeni sovietici care evadaseră din lagărele naziste. Una dintre aceste formații a fost „Rodina” (Patria mamă) care a luptat în Franța.  De asemenea, în 1944, partizanii sovietici și-au oferit „ajutorul internaționalist” popoarelor din Europa Centrală ocupată de germani. A fost vorba de șapte formații și 26 de detașamente de partizani, care au luptat în Polonia și 20 de formații unite și detașamente care au luptat în Cehoslovacia.

### Polonia

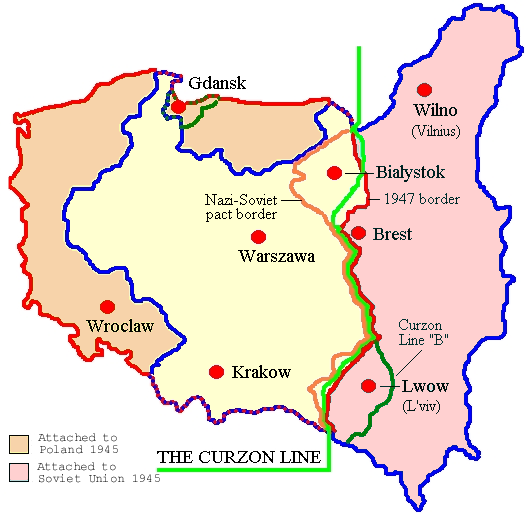
Schimbările de frontieră ale Poloniei din 1939-1945. Cu albastru este marcată zona ocupată de URSS în 1939-1941

Situația din fostele teritorii răsăritene ale Republicii Poloneze, trecute sub controlul Ucrainei și Belarusiei sovietice după invadarea Poloniei de către Armata Roșie, era similară cu cea din teritoriile ucrainiene și belaruse ocupate de germani. Au existat și unele diferențe notabile în ceea ce privește interacțiunea dintre partizanii sovietici și forțele naționale poloneze și populația locală.
După perioada inițială de colaborare prudentă cu rezistența poloneză, conflictele dintre grupurile mai sus-amintite, în special odată cu înrăutățirea relațiilor dintre guvernul polonez în exil și guvernul sovietic. După descoperirea Masacrului de la Katyn din 1943, relațiile dintre cele două guverne au fost definitiv rupte. În plus față de acțiunile antigermane, partizanii sovietici au început operațiuni de amploare atât împotriva partizanilor polonezi cât și împotriva populației civile din teritoriile ocupate de URSS în 1939 și cucerite de Germania Nazistă în 1941. Campania de teroare a sovieticilor împotriva civililor polonezi a fost cunoscută și la Londra. De aceea, numeroși comandanți locali polonezi i-au considerat pe sopvietici cu nimic diferiți de inamicul nazist. După 22 iunie 1943, partizanii sovietici au primit de la Moscova să înceapă acțiunile armate și împotriva partizanilor polonezi. Istoricul germano-polon  Bogdan Musial sugerează că partizanii sovietici, în loc să se angajeze în luptă împotriva unităților armatei și poliției germane, au preferat să atace mai degrabă unitățile de autoapărare poloneze și belaruse, mai slab înarmate și instruite. Este amintit cazul masacrului din Naliboki (în regiunea Minskului), în care partizanii sovietici au masacrat 128 de polonezi pe 8 mai 1943.
La începutul conflictului dintre partizanii soveitici și polonezi, unele dintre unitățile locale poloneze s-au implicat în lupte alături de unitățile germane împotriva sovieticilor în ciuda ordinelor cartierului general al Armia Krajowa (Armata Teritorială). Cel mai cunoscut astfel de eveniment a avut loc în perioada ianuarie-februarie 1944 în regiunea Vilnius – Navahrudak, în timpul căruia unitatea poloneză comandată de Aleksander Krzyżanowski a cooperat cu unitățile militare germane în lupta împotriva partizanilor sovietici. Ca o consecință a înțelegerii tactice temporare clandestine dintre conducătorii polonezi și comandanții germani locali, mai multe unități AK au fost ajutate cu arme și provizii din depozitele germane. Partizanii polonezi au „curățat” foarte eficient zona Vilnius/Navahrudak de insurgenții sovietici. Totuși, nu există dovezi pentru executarea unor acțiuni comune polono-germane, naziștii nereușind de altfel nici să-i convingă pe polonezi să-și îndrepte eforturile de luptă exclusiv împotriva sovieticilor. Cooperarea la nivel local dintre comandanții AK și germani a fost condamnată deschis de Cartierul general al Armia Krajova și de Comandantul suprem polonez de la Londra, care pe 17 ianuarie 1944 a ordonat încetarea cooperării și aducerea la ordine a comandanților locali.

## Controverse

### Partizanii și acțiunile terioriste
Deși frontul de răsărit a devenit cunoscut pentru cruzimea cu care erau tratați prizonierii de război și inamicul în general, lupta partizanilor a depășit toate aceste limite. Datorită unor activități precum asasinatele, minarea drumurilor, torturarea sau mutilarea soldaților germani luați prizonieri și atacul asupra unităților de logistică, germanii s-au simțit îndreptățiți să răspundă prin acțiuni de represalii nemiloase împotriva partizanilor și a susținătorilor lor. Partizanii căzuți prizonieri la germani erau executați, în primul rând pentru că erau considerați teroriști, nu soldați ai unei armate regulate și în al doilea rând datorită dorinței de răzbunare. Dacă pentru soldații de rând din cele două tabere căzuți prizonieri exista un anumit grad de toleranță, nu același lucru s-a petrecut și în cazul partizanilor capturați. 

### Represiunile germane

Mama partizanului, pictură din 1943 de Serghei Vasilievici Gherasimov

În ciuda contribuției uriașe adusă în unele regiuni la victoria în Marele Război Patriotic, unii istorici afirmă că prețul plătit pentru aceasta a fost foarte ridicat. 
Există voci care afirmă că atacurile partizanilor au provocat contramăsurile brutale ale ocupantului nazist. În încercarea de a limita activitățile partizanilor, comandanții germani au aplicat măsura uciderii ostaticilor luați din rândurile civililor. În cazul unui atac al partizanilor (cele mai numeroase fiind asupra căilor ferate, drumurilor și podurilor), un anumit număr de civilii din regiune urmau să fie executați. Ostaicii erau persoane reținute în raiduri de arestări, în acțiuni de represalii de după atac sau erau reprezentați de membrii „grupurilor de supraveghere” formate din localnici, care nu-și îndepliniseră atribuțiile trasate de ocupant.
După cum afirmă sursele sovietice, partizanii au încercat să găsească mijloace de evitare a represiunilor germane prin atacarea țintelor din regiunile nepopulate, evacuarea populației din regiunile supuse celor mai mari riscuri și prin dezvoltarea unor unități agricole în pădure, care să asigure aprovizionarea luptătorilor cu alimente. Totuși, unii istorici afirmă că aceste măsuri au avut un efect limitat. 
Efectul acțiunii partizanilor asupra localinicilor a alimentat controverse moral-politice neîncetat printre insurgenți, care au fost însă eliminate cu brutalitate de NKVD.

### Relațiile cu civilii
Luptătorii din rezistență au trebuit să obțină sprijinul populației civile pentru a supraviețui. Partizanii aveau nevoie de hrană, îmbrăcăminte, informații, găzduire, etc. În zonele pe care le controlau, partizanii aveau posibilități limitate agricole. Ca de altfel în cazul oricărui război de gherilă, partizanii au rechiziționat hrană, animale și îmbrăcăminte de la țărani, deși în unele cazuri toate acestea erau date de localnici de bunăvoie. Rezultatele rechizițiilor erau agravate de faptul că forțele de ocupație jefuiau la rândul lor populația civilă, care îi reduseseră stocul de alimente uneori sub pragul de supraviețuire. Criza de alimente a dus de multe ori la conflicte dintre localnici și partizanii sovietici, în special în teritoriile ocupate de Uniunea Sovietică în perioada 1939-1941.
Partizanii sovietici atacau nu numai soldații Axei dar și pe cei ai unităților auxiliare formate din voluntari din regiunile ocupate precum și civilii acuzați de colaboraționism sau de refuz de sprijin al cauzei sovietice. În regiunile în care populația locală sprijinea direct ocupantul german sau în care respingeau deschis comunismul, așa cum s-a petrecut în anumite regiuni ale Ucrainei, partizanii au fost o amenințare reală pentru siguranța și viața civililor. 

### Evreii și mișcarea de partizani
Partizanii nu erau capabili să asigure protecția evreilor în fața măsurilor dure ale germenilor. Dacă bărbații evrei erau primiți fără reținere în rândurile detașamentelor de partizani, femeile, copii și bătrânii evrei nu erau primiți cu ușurință în rândurile insurgenților. Au exista mai multe grupuri eminamente evreiești, atât de partizani cât și grupuri formate din familii de refugiați, care au fost subordonate conducerii comuniste a partizanilor.

### Lupta împotriva mișcărilor naționale de independență
În afară de lupta împotriva ocupantului nazist, partizanii sovietici au luptat și împotriva organizațiilor și persoanelor care militau pentru restabilirea independenței unor state necomuniste – Polonia Lituania, Letonia, Estonia și Ucraina. Erau vizate grupurile naționaliste din statele baltice sau Polonia, care erau cele mai active în încercarea de restabilire a independenței.
Datorită acestui fapt, activitatea partizanilor a fost și a rămas o problemă foarte controversată în statele mai sus-menționate. În Letonia, unii dintre foștii partizani sovietici sunt puși în zilele noastre sub acuazație pentru presupuse crime de război din timpul ocupației sovietice. 

#### Relațiile cu rezistența naționalistă ucraineană
Armata Insurecțională Ucraineană (UPA), o mișcare separată de rezistență formată în 1942, (ca braț înarmat al Organizației Naționaliștilor Ucrainieni), s-a angajat în luptă împotriva atât cu partizanii sovietici, cât și ocupanții naziști și cu rezistența poloneză. Deși la început UPA a căutat să colaboreze cu Germania Nazistă pentru înfrângerea inamicului comun – URSS, organizația naționalistă ucraineană a trecut în clandestinitate în momentul în care a devenit evident că germanii aveau de gând să transforme Ucraina într-o colonie cu populație înrobită, nu într-un stat independent. Ca urmare, ucrainienii au luptat împotriva ocupantului nazist și a forțelor regulate sovietice și a partizanilor în același timp. 
Au existat momente în care liderii locali ucrainieni și ai partizanilor sovietici au încercat să stabilească alianțe temporare, dar cartierul general de la Moscova al NKVD-ului a reacționat cu brutalitate, pedepsind comandanții locali aflați în subordinea lor. Populația ucraineană a fost prinsă între cele două tabere inamice și a suferit enorm de pe urma greutăților războiului, a fost preocupată mai presus de orice de propria supraviețuire și s-a străduit să rămână echidistantă în conflict.

#### Relațiile cu civilii din regiunea statelor baltice
Partizanii sovietici s-au bucurat de un sprijin slab din partea populației statelor baltice. Acțiunile controversate ale partizanilor au afectat populația civilă din regiune, precum au fost masacrarea civililor polonezi din Kaniūkai sau distrugerea întregului stat Bakaloriškės. Mișcarea de rezistență antisovietică din statele baltice, cunoscută ca „frații pădurii”, apărută imediat după reocuparea statelor baltice în 1944, și unitățile lituaniene de autoapărare (1941–1944) au intrat deseori în conflict cu grupurile de partizani sovietici, în condiții asemănătoare cu partizanii ucraninieni din UPA. În Estonia și Letonia, aproape toate unitățile de partizani sovietici parașutați în regiune au fost zdrobite de forțele germane sau de milițiile locale. 
În Lituania răsăriteană și sud-estică, partizanii sovietici s-au luptat în mod constant cu partizanii polonezi din Armia Krajowa (Home Army). AK nu recunoștea legalitatea schimbărilor teritoriale din 1939 și considera că această regiune făcea parte în continuare din Polonia, în vreme ce sovieticii plănuiau să o incorporeze în teritoriul URSS după război. Deabia în aprilie 1944, partizanii sovietici și polonezi au început să colaboreze și să-și coordoneze eforturile împotriva germanilor.

### Represiunea stalinistă împotriva veteraniilor luptei de partizani
Partizanii sovietici au luptat la mii de kilometri depărtare de liniile armatei regulate, au fost slab controlați de autoritățile centrale sovietice și au ajuns în multe cazuri să aibă alte idealuri decât cele oficiale și să contrazică doctrinele staliniste. Asemenea atitudini erau privite cu îngrijorare de conducerea centrală de la Moscova și, după eliberarea teritoriului sovietic, toți membrii mișcărilor de partizani au trebuit să treacă prin filtrul NKVD-ului. Dacă în cazul partizanilor de rând, proveniți din rândul populației locale, presiunile politice au fost minime, în cazul ofițerilor au fost supuși represiunilor politice sub diferite motive, unii dintre ei sfârșind în Gulag. Aceasă politică a continuat până în 1955, când a fost dată o grațiere de amploare care i-a privit pe foștii prizonieri de război, colaboratori naziști și alte categorii, printre care și partizanii încarcerați după încheierea războiului. 

## Evaluare critică
Activitățile partizanilor au inclus dezorganizarea comunicațiilor pe calea ferată, strângerea de informații și mici atacuri antigermane. În condițiile în care liniile de aprovizionare germane erau deja foarte întinse, acțiunile partizanilor din spatele frontului au reușit să dezorganizeze fluxul de aprovizonare spre prima linie nazistă. 
În a doua parte a războiului, principalele operațiuni ale partizanilor au fost coordonate cu ofensivele sovietice. După eliberarea unor regiuni sovietice de sub ocupația germană, detașamentele de partizani care luptaseră în acele zone au fost absorbite de Armata Roșie. 
Partizanii au fost o forță importantă și numeroasă în timpul războiului. Surse sobietice afirmă că, dacă la începutul războiului activau cam 90.000 de partizani (sfârșitul anului 1941), această forță a crescut la 220.000 de oameni în 1942 și la peste 550.000 de luptători în 1943. Partizanii sovietici au produs mii de victime printre soldații Axei și au contribuit în mod semnificativ la victoria sovietică în cel de-al doilea război mondial. Doar în Belarus, partizanii au pretins că au lichidat, rănit sau luat prizonieri în jur de 500.000 de soldați germani, . Aceste cifre sunt contestate de anumiți istorici occidentali, care estimează că pierderile germane generate de lupta cu partizanii s-au cifrat între 15.000 și 20.000 de soldați.

## Galerie foto

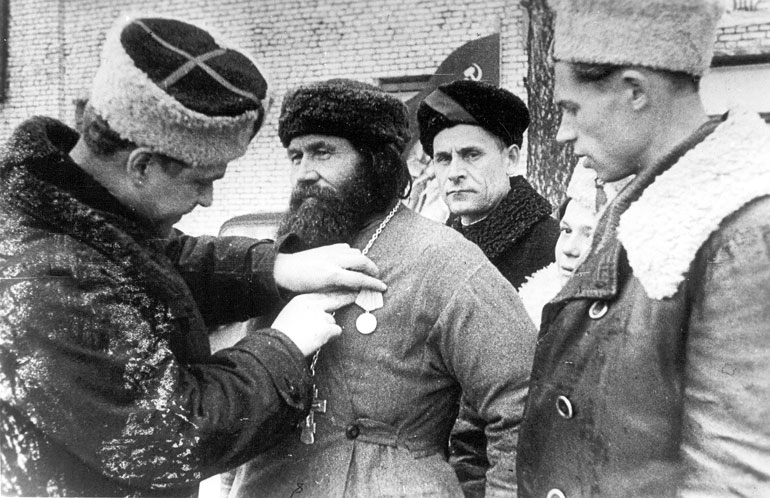
Preot decorat cu o medalie a partizanilor
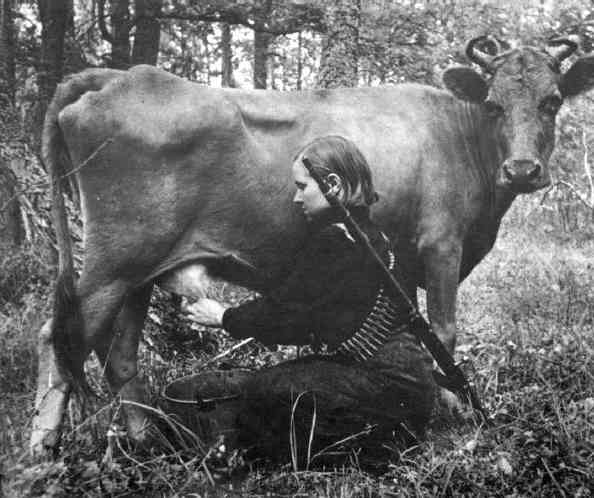
Partizană mulgând vaca între două lupte
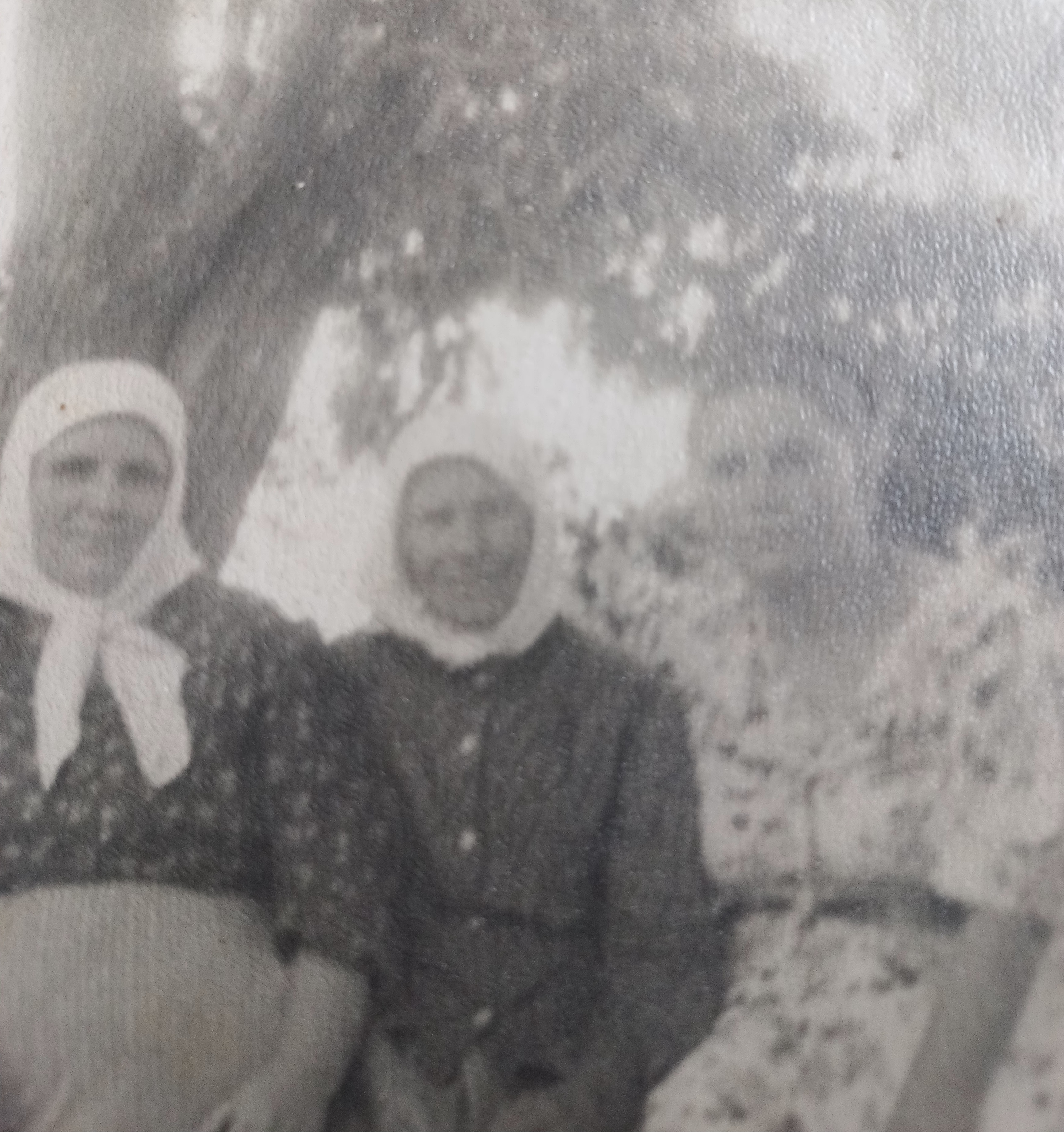
Lukia Stacenko, ucraineană, unul dintre civilii care i-au ajutat pe partizani (centru, foto 1955)

#### Propartizani
- en Biografia lui Braiko
- ru Raport asupra activității partizanilor sovietici în Ucraina de vest
- en Parizani faimoși puitori de mine
- en  he  :Partizani sovietici evrei – arhivă Arhivat în 19 iulie 2011, la Wayback Machine.
- ru  Oameni cu o conștiință curată — Memoriile lui Piotr Petrovicih Verșigora
- ru  S-a întâmplat lângă Rovno — Memoriile lui Dmitri Nicolaevici Medvedev

#### Antipartizani
- uc  "Istoria UPA" (Armata Insurecțională Ucraineană) Arhivat în 16 martie 2010, la Wayback Machine.

#### Recenzie
- Fragment din la Sowjetische Partisanen in Weißrußland de Marek Jan Chodakiewicz în „Sarmatian Review”, aprilie 2006